# Elias Lindström
Elias Lindström, född 2 april 2000 i Stockholm, är en svensk professionell ishockeyspelare (center) som spelar för AIK i Hockeyallsvenskan.

## Klubbar
- Enebybergs IF (Moderklubb)
- SDE HF, U16, J18, J20
- AIK Ishockey, J18, J20, A-lag